# Bernot
Bernot es una comuna francesa situada en el departamento de Aisne, de la región de Alta Francia.

## Geografía
Está ubicada a orillas del río Oise, a 14 km al este de San Quintín.

## Demografía
| 620 | 608 | 540 | 511 | 459 | 455 | 447 | 459 | 443 |
| Para los censos de 1962 a 1999 la población legal corresponde a la población sin duplicidades (Fuente: INSEE [Consultar]) |     |     |     |     |     |     |     |     |